# Hung-gar
Le hung-gar (en cantonais) ou hongjia (en mandarin) est un art martial chinois (un style de wushu gong fu). hung-gar (洪家) signifie « famille Hung ». En effet, son fondateur légendaire est Hung Hei-kung qui a reçu l'enseignement du moine Shaolin "Gee Sin" après la destruction du temple par des mercenaires au début de la dynastie Qing.
Il appartient au wushu gong fu traditionnel du sud de la Chine, même s'il existe depuis le début des années 1980 de nombreux courants modernes composés de formes ou TAO simplifiés aujourd'hui majoritaires comme pour les autres styles -voir les compétitions de kung-fu wushu moderne-. Il est originaire de la province du Guangdong. Il est mentionné dans des textes chinois vers la fin du XVIIIe siècle. 

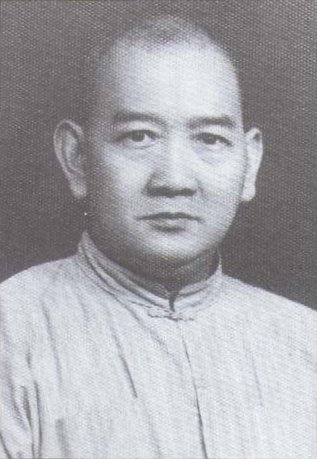
Photographie alléguée de Huang Feihong (il s'agit en fait de Wong Hon-hei, celui de ses fils qui lui ressemblait le plus)

C'est l'un des styles de wushu du sud de la Chine les plus pratiqués aujourd'hui de par le monde. Il est surtout connu pour ses positions basses et stables, ses attaques puissantes principalement développées avec les membres supérieurs, de nombreux blocages et aussi le travail de l'énergie interne. 
Le hung-gar est souvent appelé « style du tigre et de la grue », bien que le style reprenne des postures imitant les cinq animaux classiques du Shaolin quan : le tigre, la grue, le léopard, le serpent et l'ours, et des formes de mains du style du dragon -qi-gong ou frappes doubles simultanées- . Le hung-gar compte de nombreux Tao anciens à ne pas confondre avec les Taolus modernes fixés par les fédérations nées dans les années 1980 en Europe. La boxe des cinq animaux et des cinq éléments et la boxe (interne) du fil de fer notamment dans la forme -Tit Sin Kune-
Le représentant du style le plus ancien en Europe est le grand maître Paolo Cangelosi, certifié par Chan Hon-chung après de nombreuses
années de pratiques à ses côtés. D'autres maîtres plus jeunes ont rencontré Chan Hon-chung mais n'ont pas suivi ses enseignements les 
plus avancés.
Parmi les grands du hung-gar, on peut citer Huang Feihong mort en 1924 et Lam Sai-wing ou Lin Shirong mort en 1943.
Il ne faut pas confondre le hung-gar avec d'autres boxes chinoises du Sud qui, de la même manière que le hung-gar, mélangent style de la grue et style d'un autre animal : mo-gar (grue et serpent), hop-gar (grue et singe).
La généalogie exhaustive est trouvable ici: http://www.kungfuhunggar.fr/pages/historique/

## Pratiquants emblématiques
Voici quelques grands maîtres du Hung-Gar après le fondateur Hung Nei-kung ou Hung Hei-kung qui avait suivi l'enseignement de Tin Sin-sin un des moines légendaires ayant quitté Shaolin après sa destruction par des mercenaires payés par l'empereur sous la dynastie Qing.
- Hung Hei-Kung
- Tie Qiaosan
- Luk Ah-choy
- Wong Kay-ying
- Wong Fei-hung ou Huang Feihong en mandarin
- Lam Sai-wing 1860-1943
- Chan Hon-chung 1909-1991
- Paolo Cangelosi